# Curzio Mattei
Curzio Mattei da Lenola (Lenola, XVI secolo – dopo il 1630) è stato un chirurgo e poeta italiano vissuto nel Regno di Napoli.
Della sua vita si sa molto poco. Nato senza dubbio a Lenola, dove la famiglia Mattei era ben radicata, tra il 1619 e il 1624 entrò come chirurgo al servizio di mons. Giovanni Agostino Gandolfo, vescovo di Fondi. Sembra improbabile una sua stretta parentela con il conterraneo Gabriele Mattei, alias Fra Deogratias, che agli inizi del secolo aveva fondato il locale santuario della Madonna del Colle.  Accanto all’attività professionale coltivava per diletto l’arte poetica; nella dedica de Il sacco e rovina di Sperlonga al vescovo Gandolfo sottolinea di non essere un vero poeta e di faticare molto nel comporre versi. Tuttavia in meno di un biennio (1623-1624) riuscì a produrre due poemetti in ottava rima, per un totale di 1.646 endecasillabi: i 960 versi (in 120 ottave) de Il sacco e rovina di Sperlonga del 1623, a cui fecero seguito i 686 versi (in 87 ottave) dell’Istoria di S. Maria del Colle della terra di Lenola. Se il primo poemetto non approdò mai alla stampa, l'Istoria di S. Maria del Colle della terra di Lenola, la più antica storia del Santuario della Madonna del Colle di Lenola, fu completata nel 1625 e edita a Viterbo da Agostino Discepoli con la data 1639; entrambe le opere sono introdotte da una dedica al vescovo Gandolfo.
La sua morte dovrebbe essere posteriore al 1629-1630, anni in cui è situabile l'edizione a stampa del suo secondo poemetto, da lui presumibilmente curata.